# Попов, Методий Атанасов
Методий Атанасов Попов (29 апреля 1881, Шумен, Болгария — 19 апреля 1954, София, Болгария) — болгарский биолог и общественный деятель, член Болгарской АН (1947-54).

## Биография
Родился Методий Попов 29 апреля 1881 года в Шумене. Родной брат Методия Попова — Кирилл, также является учёным-математиком. Через некоторое время после рождения переехал в Софию и поступил в Софийский университет, который окончил в 1904 году. Перед окончанием университета, в 1901-02 годах Методий Попов был умышленно вовлечён в банду Мисс Стоун, но благодаря вмешательству администрации Софийского университета он был вызволен из неё. После окончания университета был на 5 лет направлен в стажировочную командировку сначала в Зоологический институт при Мюнхенском университете, затем в Гейдельберг, Ниццу, Гринвич, Страсбург, Лондон. После окончания стажировки вернулся в Болгарию и вновь переступил порог Софийского университета, сначала с 1910 по 1916 год работал как научный работник, с 1916 по 1921 год занимал должность профессора биологии, сравнительной анатомии и гистологии. В 1921 году Методий Попов был избран ректором данного университета, но не проработав и года уволился в связи с тем, что он одновременно работал ещё и в Высшем медицинском институте в Софии с 1919 по 1952 год в качестве заведующего кафедрой биологии. С 1923-по 1931 год Методий Попов занимался общественно-политической деятельностью, находясь на дипломатической работе. В середине 1940-х годов Методий Попов создал институт биологии Болгарской АН и уже в 1948 году институт распахнул свои двери, где с 1948 года до смерти он был директором.
Скончался Методий Попов 19 апреля 1954 года в Софии, не дожив всего 10 дней до своего 73-летия.

## Память
- Его имя присвоено Институту физиологии растений Болгарской АН.

## Научные работы
Основные научные работы посвящены цитологии, антропологии, стимуляции жизненных процессов растительных и животных организмов и микробиологии.
- Занимался антропологией и доказал принадлежность болгар к славянской группе.
- Изучал искусственный партеногенез, ядерно-цитоплазматические взаимоотношения в клетке.
- Первым наблюдал образование тетрад в соматических клетках.

## Научные труды
- Общая биология, 1919.

## Членство в обществах
- 1927-54 — Член Германской академии естествоиспытателей «Леопольдина».
- 1931-54 — Член Чехословацкой сельскохозяйственной академии.
- 1950-54 — Член Всемирного Совета Мира.

## Награды и премии
- 1921 — орден «За военные заслуги» 5-й степени
- 1950 — Димитровская премия НРБ.

## Список использованной литературы
- Биологи. Биографический справочник.— Киев.: Наук. думка, 1984.— 816 с.: ил